# A fizika kultúrtörténete (könyv)
Simonyi Károlynak A fizika kultúrtörténete című könyve nemcsak a fizikusok és fizikatanárok között ismert. Olyan fizikatörténet, mely gyakran az említett szerzőktől és kritikusaiktól is idéz; sok régi könyv oldalairól tartalmaz fényképet is. Gyakran szerepelnek benne a fizikatörténethez kapcsolódó versek, drámarészletek és festmények is, melyek szemléltetik, hogyan reagáltak a művészek a fizika eredményeire az adott korban vagy később.
A szöveg többnyire középiskolai szintű fizikatudással is érthető, de apró betűvel szedve a kötetben több helyen megtalálhatóak nehezebb, illetve magasabb szintű összefüggések levezetései is.
A könyv a mezopotámiai és ókori egyiptomi eredményektől a huszadik századi fizikáig minden fontosabb területet felölel, nem hagyva ki az antik tudományt átmentő arabokat sem.

## Magyar nyelvű könyvváltozatok
| Kiadási év | ISBN                                                                    |
| ---------- | ----------------------------------------------------------------------- |
| 1978       | ISBN 963-280-655-7                                                      |
| 1981       | ISBN 963-281-172-0                                                      |
| 1986       | ISBN 963-281-583-1                                                      |
| 1998       | (a katalógusokban formailag hibás ISBN-nel szerepel) ISBN 963-05-7651-2 |
| 2011       | ISBN 978-963-05-9117-1                                                  |

## CD-változat
- Cím: A fizika kultúrtörténete a kezdetektől a XX. század végéig
- Kiadó: Teletrio-BioDigit Kft. – 1999–2000

## Idegen nyelvű könyvváltozatok
- Német változat: Kulturgeschichte der Physik, két kiadás
- Angol változat (amerikai kiadás): A Cultural History of Physics, CRC Press, 2012. ISBN 9781568813295